# 小行星4837
小行星4837（4837 Bickerton）是一颗绕太阳运转的小行星，为主小行星带小行星。该小行星于1989年6月30日发现。

## 轨道参数
小行星4837的轨道半长轴为3.1977162 UA，离心率为0.131。